# Emily Batty
Emily Batty (* 16. Juni 1988 in Brooklin, Ontario) ist eine kanadische Cross-Country Mountainbikerin. Sie wurde 2015 Pan American Games Champion und gewann die Silbermedaille der Commonwealth Games 2014.

## Sportlicher Werdegang
Emily Batty begann 1999 mit Radrennen und nahm 2001 an der Canada Cup Serie teil. Sie nahm 2010 für Trek World Racing am UCI-Mountainbike-Weltcup teil. Sie wechselte 2011 zum Subaru Trek Team.
Bei den Olympischen Sommerspielen 2012 nahm sie mit einem gebrochenen Schlüsselbein und verletzten Schultern am Women’s Cross-Country auf der Hadleigh Farm teil und erhielt den 24. Platz. Sie war 2013 Teil des Trek Factory Racing Teams. Nach der Olympiade kam sie bei den Commonwealth Games 2014 in Glasgow aufs Podium. Bei den Pan American Games gewann sie 2015 die Goldmedaille.
2016 gewann sie bei den UCI-Mountainbike-Weltmeisterschaften die Bronze-Medaille, bei den Olympischen Sommerspielen in Rio de Janeiro wurde sie Vierte und den Weltcup beendete sie als Dritte der Gesamtwertung. Außerdem wurde sie kanadische Meisterin im Cross Country.
Im Jahr 2018 wurde die damals 30-Jährige im Weltcup nach zwei zweiten Plätzen im Val di Sole und in La Bresse und zwei dritten Plätzen erneute Dritte der Weltcup-Gesamtwertung. Bei den Weltmeisterschaften in Lenzerheide stand sie erneut auf dem Podium.
Von 2021 bis 2022 fuhr Batty für Canyon.

## Privates
Emily Batty wuchs in einer Radrennfamilie auf. Sie hat zwei ältere Brüder und eine jüngere Schwester, die alle an Radrennen teilnehmen. Bei ihren Rennen trägt sie eine Perlenkette, die sie im Alter von elf Jahren beim Schmuck ihrer Mutter fand. Sie wird von Adam Morka gecoacht, mit dem sie sich 2011 verlobte und den sie 2015 heiratete.

## Erfolge
| 2014 - Commonwealth Games – XCO 2015 - Panamerikanische Spiele – XCO 2016 - Weltmeisterschaften – XCO - Kanadische Meisterin – XCO | 2017 - Kanadische Meisterin – XCO 2018 - Weltmeisterschaften – XCO - Kanadische Meisterin – XCO 2019 - Kanadische Meisterin – XCO 2022 - Kanadische Meisterin – XCO |